# Seattle Seahawks 2008
La stagione 2008 dei Seattle Seahawks è stata la 33ª della franchigia nella National Football League. In questa stagione si interruppe la striscia di quattro vittorie consecutive della NFC West. Fu ultima stagione di Mike Holmgren come capo-allenatore della squadra.

## Scelte nel Draft NFL 2008
| Scelte dei Seahawks nel Draft 2008 |        |                  |       |                 |
| Giro                               | Scelta | Nome             | Ruolo | College         |
| 1                                  | 28     | Lawrence Jackson | DE    | USC             |
| 2                                  | 38     | John Carlson     | TE    | Notre Dame      |
| 4                                  | 121    | Red Bryant       | DT    | Texas A&M       |
| 5                                  | 163    | Owen Schmitt     | FB    | West Virginia   |
| 6                                  | 189    | Tyler Schmitt    | LS    | San Diego State |
| 7                                  | 233    | Justin Forsett   | RB    | Cal             |
| 7                                  | 235    | Brandon Coutu    | PK    | Georgia         |

## Calendario

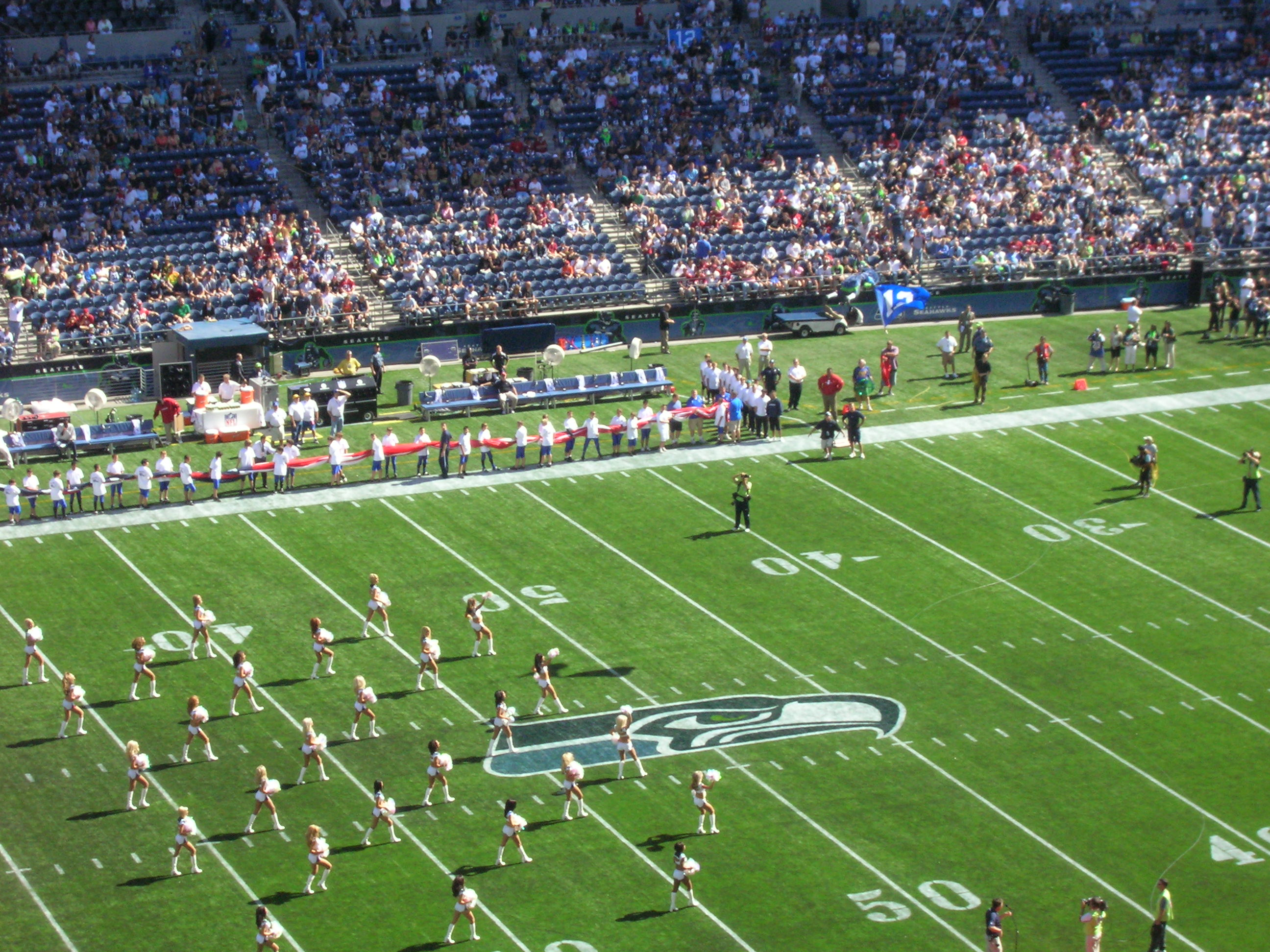
Il pre-partita prima della gara della settimana 2 contro i 49ers.

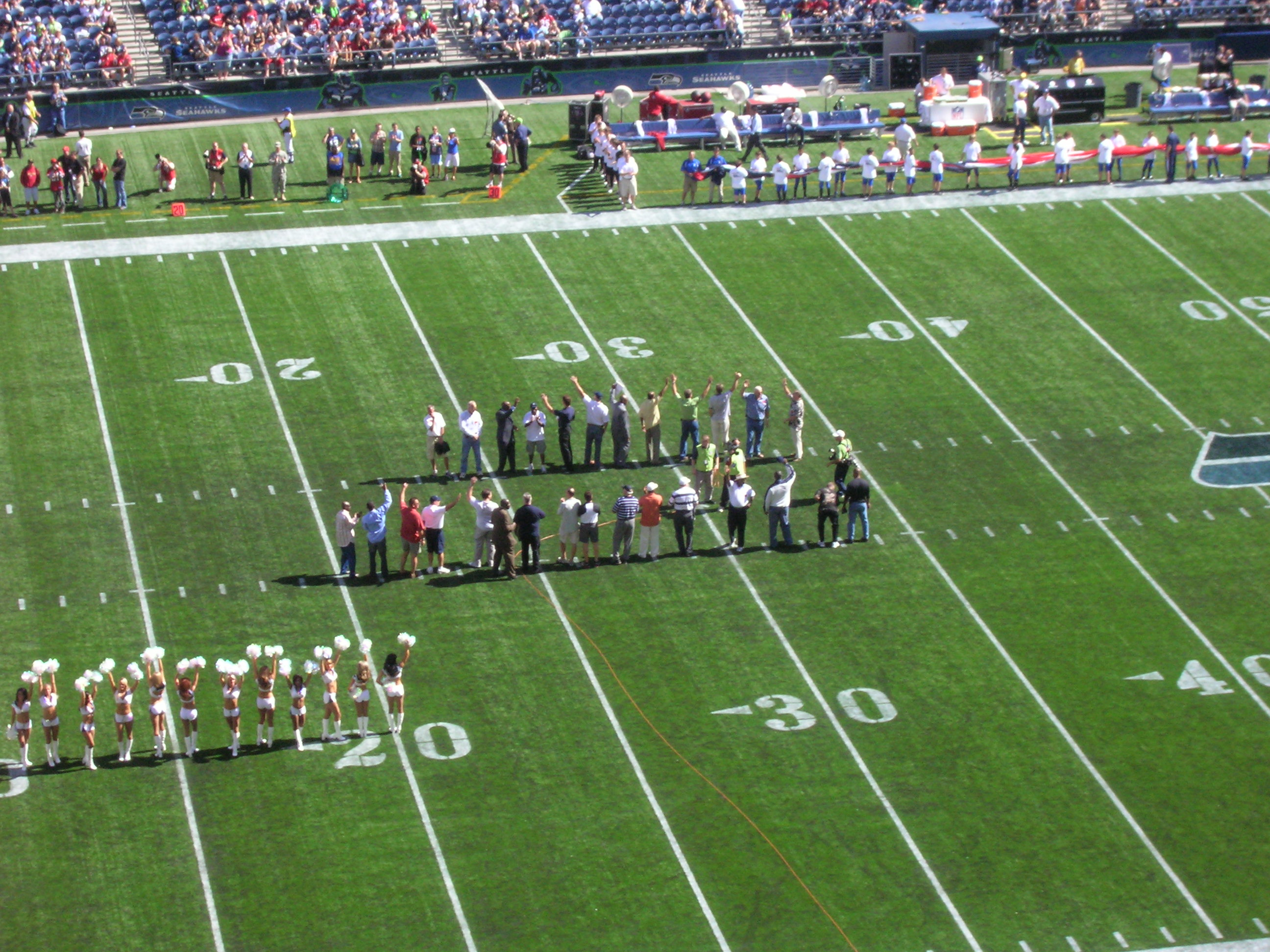
Ex giocatori dei Seahawks prima della gara coi 49ers.

| Turno | Data               | ora PT             | Avversario             | Risultato          | Risultato          | Stadio                        | Tabellino          | TV                 |
| Turno | Data               | ora PT             | Avversario             | Punteggio          | Record             | Stadio                        | Tabellino          | TV                 |
| ----- | ------------------ | ------------------ | ---------------------- | ------------------ | ------------------ | ----------------------------- | ------------------ | ------------------ |
| 1     | 2008-09-07         | 10:00 AM           | @ Buffalo Bills        | S 10-34            | 0-1                | Ralph Wilson Stadium          | Recap              | Fox                |
| 2     | 2008-09-14         | 1:05 PM            | San Francisco 49ers    | S 30-33 (DTS)      | 0-2                | Qwest Field                   | Recap              | Fox                |
| 3     | 2008-09-21         | 1:05 PM            | St. Louis Rams         | V 37-13            | 1-2                | Qwest Field                   | Recap              | Fox                |
| 4     | Settimana di pausa | Settimana di pausa | Settimana di pausa     | Settimana di pausa | Settimana di pausa | Settimana di pausa            | Settimana di pausa | Settimana di pausa |
| 5     | 2008-10-05         | 10:05 AM           | @ New York Giants      | S 6-44             | 1-3                | Giants Stadium                | Recap              | Fox                |
| 6     | 2008-10-12         | 1:15 PM            | Green Bay Packers      | S 17-27            | 1-4                | Qwest Field                   | Recap              | Fox                |
| 7     | 2008-10-19         | 5:15 PM            | @ Tampa Bay Buccaneers | S 10-20            | 1-5                | Raymond James Stadium         | Recap              | NBC                |
| 8     | 2008-10-26         | 1:15 PM            | @ San Francisco 49ers  | V 34-13            | 2-5                | Candlestick Park              | Recap              | Fox                |
| 9     | 2008-11-02         | 1:15 PM            | Philadelphia Eagles    | S 7-26             | 2-6                | Qwest Field                   | Recap              | Fox                |
| 10    | 2008-11-09         | 10:00 AM           | @ Miami Dolphins       | S 19-21            | 2-7                | Dolphin Stadium               | Recap              | Fox                |
| 11    | 2008-11-16         | 1:05 PM            | Arizona Cardinals      | S 20-26            | 2-8                | Qwest Field                   | Recap              | Fox                |
| 12    | 2008-11-23         | 1:15 PM            | Washington Redskins    | S 17-20            | 2-9                | Qwest Field                   | Recap              | Fox                |
| 13    | 2008-11-27         | 1:15 PM            | @ Dallas Cowboys       | S 9-34             | 2-10               | Texas Stadium                 | Recap              | Fox                |
| 14    | 2008-12-07         | 1:05 PM            | New England Patriots   | S 21-24            | 2-11               | Qwest Field                   | Recap              | CBS                |
| 15    | 2008-12-14         | 10:00 AM           | @ St. Louis Rams       | V 23-20            | 3-11               | Edward Jones Dome             | Recap              | Fox                |
| 16    | 2008-12-21         | 1:05 PM            | New York Jets          | S 13-3             | 4-11               | Qwest Field                   | Recap              | CBS                |
| 17    | 2008-12-28         | 1:15 PM            | @ Arizona Cardinals    | S 21-34            | 4-12               | University of Phoenix Stadium | Recap              | Fox                |

## Roster
| Roster dei Seattle Seahawks nella stagione 2008 |
| --- |
| Quarterback - 5 Charlie Frye - 8 Matt Hasselbeck - 15 Seneca Wallace Running Back - 42 T.J. Duckett - 22 Julius Jones - 20 Maurice Morris - 35 Owen Schmitt - 43 Leonard Weaver FB Wide Receiver - 83 Deion Branch - 16 Michael Bumpus - 81 Nate Burleson - 13 Keary Colbert - 84 Bobby Engram - 82 Jordan Kent - 17 Billy McMullen - 19 Logan Payne - 18 Koren Robinson - 86 Courtney Taylor Tight End - 89 John Carlson - 85 Will Heller - 88 Jeb Putzier - 49 Jeff Robinson Offensive Linemen - 70 Na'Shan Goddard T - 71 Walter Jones T - 75 Sean Locklear T - 67 Rob Sims G - 65 Chris Spencer C - 69 Steve Vallos C - 68 Mike Wahle G - 78 Kyle Williams T - 74 Ray Willis T - 77 Floyd Womack G - 66 Mansfield Wrotto G Defensive Linemen - 98 Baraka Atkins DE - 52 Jason Babin DE - 99 Rocky Bernard DT - 79 Red Bryant DT - 94 Howard Green DT - 95 Lawrence Jackson DE - 97 Patrick Kerney DE - 92 Brandon Mebane DT - 90 Brandon Miller DE - 55 Darryl Tapp DE - 93 Craig Terrill DT Linebacker - 59 David Hawthorne - 54 Will Herring - 56 Leroy Hill - 50 Lance Laury - 58 D.D. Lewis - 98 Julian Peterson - 51 Lofa Tatupu Defensive Back - 36 Jamar Adams - 27 Jordan Babineaux - 24 Deon Grant S - 32 Kevin Hobbs - 21 Kelly Jennings CB - 25 Brian Russell S - 23 Marcus Trufant CB - 39 C.J. Wallace - 26 Josh Wilson Special Team - 30 Justin Forsett PR - 10 Olindo Mare K - 1 Ryan Plackemeier P - 9 Jon Ryan P |
| Legenda - I rookie sono in corsivo. - Il primo ruolo è il principale mentre gli eventuali successivi indicano i ruoli secondari. - (IR) sta per Injured Reserve ed indica la lista ristretta per un solo giocatore infortunato che può tornare ad allenarsi dopo la settimana 6 e a rientrare in prima squadra dopo che questa ha giocato 8 partite. - (NF-Inj.) / (NF-Ill.) stanno rispettivamente per Non-Football Injured e Non-Football Illness ed indicano le liste dove viene inserito un giocatore che ha un infortunio o una malattia non dipendente dal football americano. - (PUP) sta per Physically Unable to Perform ed indica la lista dove viene inserito un giocatore mentre è in attesa di recuperare la condizione fisica. Nella stagione regolare dopo la sesta partita giocata dalla propria squadra, il giocatore ha tempo tre settimane per riprendere ad allenarsi, più tre settimane aggiuntive dal suo rientro agli allenamenti per rientrare in prima squadra. |

## Premi individuali

### Pro Bowler
I seguenti giocatori dei Seahawks furono convocati per il Pro Bowl 2009.
- T Walter Jones (non disputato perché infortunato)
- LB Julian Peterson (convocato in sostituzione del LB dei Buccaneers Derrick Brooks)

## Leader della squadra
| Leader della squadra   |                            |       |
| Categoria              | Giocatore                  | N.    |
| Yard passate           | Seneca Wallace             | 1.532 |
| Touchdown passati      | Seneca Wallace             | 15    |
| Yard corse             | Julius Jones               | 698   |
| Touchdown su corsa     | T.J. Duckett               | 8     |
| Ricezioni              | John Carlson               | 55    |
| Yard ricevute          | John Carlson               | 627   |
| Touchdown su ricezione | John Carlson               | 5     |
| Sack                   | Darryl Tapp Brandon Mebane | 5,5   |
| Intercetti             | Josh Wilson                | 4     |